# Andy Scotch
André Valezim de Carvalho mais conhecido pelo seu nome artístico Andy Scotch (Mealhada, 14 de Outubro de 1988) é um rapper, compositor, produtor, empresário português e CEO da produtora 231Company.  

## Biografia
Filho de Moçambicanos que vieram para Portugal em 1975 devido a guerra que ocorreu em Moçambique.
Compositor desde os 10 anos de idade, André herdou dos pais a paixão pela música. Sua mãe na adolescência foi bailarina de"black music" que transmitiu-lhe desde cedo o gosto pela música de artistas como Michael Jackson, Prince, entre outros...
Em 2006 começou por disponibilizar vídeos de improviso e músicas gratuitamente no YouTube, onde o seu primeiro grande sucesso foi a música "Escuta o teu coração" em 2009 ainda com o seu pseudónimo antigo (MC Fly), mais tarde, compilou alguns temas originais e assim nasceu «Referência», o álbum de estreia, que editou em Março de 2012.
Aos 27 anos, depois de uma pausa e de organizar as ideias e reencontrar-se musicalmente, decide mudar o rumo de "MC Fly".
Assim nasce Andy Scotch.
O fechar dum ciclo , uma nova fase, uma nova visão, mas principalmente uma nova energia.  

## Colectânea Freestyle (Fresh Hits)
Andy Scotch foi convidado pelo conhecido Dj Cutsneak a fazer um remix da sua música que foi um verdadeiro hit de sucesso em Portugal "I Love Girls". O sucesso (cantado em português) extravasou fronteiras nacionais e Andy Scotch foi então seleccionado para entrar na colectânea "Freestyle" onde estão presentes artistas internacionais de renome da Europa.
A lendária colectânea "Freestyle" já existe desde o início dos anos 80 e reúne várias estrelas internacionais num só álbum. A colectânea pertence à editora ZYX MUSIC, uma das maiores editoras alemãs desde a década de 80.
O CD encontra-se a venda na Alemanha, Áustria e Suíça, tendo sido feita cerca de 20 mil cópias.
De salientar que Andy Scotch é o único Português que participou em toda a história da colectânea "Freestyle"

## Mealhada Dogs Gang
Mealhada Dogs Gang foi a Krew de Hip Hop pioneira na Mealhada formada em 2003, onde Andy Scotch iniciou os seus primeiros trabalhos musicais juntamente com mais dois elementos (Dj AMF e Crazy-T).
Lançaram duas mix tapes e foram responsáveis pelo início de eventos festivos relativos a cultura Hip Hop na região da Bairrada.
Em 2005 é anunciado o fim dos Mealhada Dogs Gang

## Zona 231
A cultura Hip Hop sempre teve a sua forma de vestir, as suas várias vertentes, os seus códigos urbanos.
Zona 231 foi o código que Andy Scotch criou para identificar a sua zona que é a Mealhada em meados de 2003.
Com o passar dos anos o movimento Hip Hop na cidade da Mealhada começou a expandir-se além fronteiras e muitas pessoas identificaram Zona 231 como a região da Bairrada.
Hoje em dia a Zona 231 ou "Ser 231" é a marca de uma zona, de uma região, como também muitos vêem como um estilo de vida, uma forma de estar, uma família.
Sabe-se que várias pessoas têm 231 tatuada no corpo pelo amor que têm a esse "life style", a Mealhada, a Bairrada.

## 231 Company
A 231 Company é uma produtora independente fundada por Andy Scotch.
Em 2020 Andy Scotch junta-se ao rapper C-One e abrem um espaço aberto ao publico para a produção e gravação de artistas.
Os dois artistas oficialmente são os CEO da 231Company que está em constante crescimento.

## NO AIR
Em plena pandemia e pelas restrições do País e com o estúdio da 231Company fechado ao publico, Andy Scotch e C-One unem forças e criam a dupla NO AIR.
A faixa "CRU" da dupla, torna-se tema oficial da série de sucesso da SIC "O CLUBE".

## Discografia
Álbuns de estúdio
- 2012 - Referência

Colectâneas
- 2007 - Pralém D'um Só Mic VOL.1
- 2015 - Freestyle [Fresh Hits]
- 2016 - Coimbra Unida Vol.1

Mix Tapes
- 2003 - Mealhada Dog's Gang - The Start
- 2004 - Mealhada Dog's Gang - O Regresso
- 2004 - O Renascer
- 2005 - Tudo ao meu arredor
- 2005 - Cartas de Amor
- 2005 - OMNI
- 2006 - Outro lado
- 2007 - Hora H
- 2008 - Meus Arquivos
- 2009 - 10º Marca
- 2020 - Freestyle de 40Tena